# Cesar Basa
Cesar Basa (Isabela, 21 juni 1915 – 12 december 1941) was een Filipijns gevechtspiloot en oorlogsheld.

## Biografie
Basa werd geboren op 21 juni 1915 in Isabela in de Filipijnse provincie Negros Occidental. In 1939 behaalde hij zijn diploma scheikunde aan de Ateneo de Manila. Aansluitend volgde hij als een van de eersten een opleiding tot piloot in de Filipijnse luchtmacht. Basa kwam vroeg in de Slag om de Filipijnen om het leven toen hij tijdens een verkenningsvlucht Japanse bommenwerpers boven Batangas City aanviel. Hoewel de Filipijnse vliegtuigen onder leiding van kapitein Jesus Villamor de Japanners wisten te verslaan, werd Basa's vliegtuig omsingeld door zeven vijandelijke toestellen en neergeschoten. Hij slaagde erin zijn schietstoel te gebruiken, maar werd doorzeefd door de machinegeweren van de Japanse Zero's. Basa kreeg de Amerikaanse Silver Star toegekend. Bovendien werd de Filipijnse luchtmachtbasis in Floridablanca, Pampanga ter ere van hem later Basa Air Base genoemd.

## Bron
- Carlos Quirino, Who's who in Philippine history, Tahanan Books, Manilla (1995)